# Nes longus
Nes longus es una especie de peces de la familia de los Gobiidae en el orden de los Perciformes.

## Morfología
Los machos pueden llegar a alcanzar los 10 cm de longitud total.

## Hábitat
Es un pez de Mar y, de clima tropical y asociado a los  arrecifes de coral.

## Distribución geográfica
Se encuentra en el Atlántico occidental: desde Bermuda, el sur de Florida (los Estados Unidos) y Bahamas hasta Panamá y Venezuela.

## Observaciones
Es inofensivo para los humanos. 